# Charvadeh-e Pā‘īn
Charvadeh-e Pā‘īn (persiska: چروده پائین) är en ort i Iran.   Den ligger i provinsen Gilan, i den nordvästra delen av landet, 300 km nordväst om huvudstaden Teheran. Charvadeh-e Pā‘īn ligger 857 meter över havet och antalet invånare är 186.
Terrängen runt Charvadeh-e Pā‘īn är kuperad åt sydväst, men åt nordost är den bergig. Runt Charvadeh-e Pā‘īn är det ganska glesbefolkat, med 45 invånare per kvadratkilometer. Närmaste större samhälle är Pareh Sar, 19,9 km öster om Charvadeh-e Pā‘īn. I omgivningarna runt Charvadeh-e Pā‘īn växer i huvudsak blandskog.